# 坎平斯
坎平斯（西班牙語：Campíns），是西班牙加泰罗尼亚巴塞罗那省的一个市镇。总面积7平方公里，总人口544人（2013年），人口密度74人/平方公里。